# Anne Jakob
Anne Jakob, auch Jakob-Milicia, (* 24. Juni 1971 in Karl-Marx-Stadt, heute Chemnitz) ist eine deutsche Rechtsanwältin. Sie ist Professorin für Recht und Compliance an der accadis Hochschule Bad Homburg und die erste deutsche Fachanwältin für Sportrecht.

## Leben und Wirken
Anne Jakobs Vater war Diplomingenieur und ihre Mutter Sozialpädagogin, sie hat eine Schwester. 1985 arbeiteten ihre Eltern für den DDR-Außenhandel in Algerien und gründeten dort nach dem Fall der Mauer ein Unternehmen, dessen Ableger in Deutschland Anne Jakob heute als geschäftsführende Gesellschafterin leitet. Jakob war während ihrer Schulzeit Leistungssportlerin in den Sportarten Schwimmen und später Leichtathletik. Nach dem Abitur absolvierte sie eine zweijährige journalistische Ausbildung und Tätigkeit als Redakteurin bei der Märkischen Oderzeitung. Danach studierte sie Rechtswissenschaften in Bielefeld und Heidelberg und 1994 mit Erasmus-Stipendium in Strasbourg. Während dieses Studiums war sie als Assistentin des EVP-Abgeordneten Elmar Brok am Europaparlament tätig. Nach dem ersten juristischen Staatsexamen folgte ein Masterstudium für Internationales Wirtschaftsrecht in Cardiff. Ihr Referendariat und das zweite Staatsexamen absolvierte sie in Baden-Württemberg und begann danach eine Tätigkeit als Assistentin des Generalsekretärs des Internationalen Sportgerichtshofes in Lausanne.
Von 2005 bis 2011 arbeitete sie als externe Rechtsanwältin des Deutschen Leichtathletik-Verbandes und Leiterin der Anti-Doping-Koordinierungsstelle. Ab 2005 war sie sechs Jahre Justiziarin der Vermarktungsgesellschaft des Deutschen Leichtathletik-Verbandes und von 2006 bis 2009 Geschäftsführerin. 2006 wurde sie Mitglied der IAAF-Rechtskommission und der Anti-Doping-Kommission des Europäischen Leichtathletik-Verbandes. Bei den Leichtathletik-Weltmeisterschaften 2009 in Berlin war sie Mitglied des Teams für die Vorbereitung, Organisation und Durchführung. Bei dieser und 2011 in Daegu war sie die Leitung des Dopingkontroll-Managements. Diese Rolle hatte sie auch bei verschiedenen weiteren europäischen Leichtathletik-Großveranstaltungen inne. Außerdem unterstützte sie den DOSB bei der Bewerbung um die Olympischen Winterspiele 2018 in München, insbesondere in Bezug auf die Akzeptanz des Host City Contracts in den Austragungsgebieten. Von 2012 bis zum Verkauf 2015 war Jakob Gesellschafterin des Dopingkontrollunternehmen SGTM GmbH.
Seit 2012 hat sie zudem Lehrtätigkeiten an der accadis Hochschule Bad Homburg (Wirtschaftsprivatrecht/Sportrecht & Compliance), der IST Düsseldorf (Sportmanagement/Anti-Doping) und der Universität Gießen (LL.M. Sportrecht/Haftung und Versicherung) inne. Seit 2014 ist sie Professorin für Recht und Compliance an der accadis Hochschule Bad Homburg.
2018 wurde in der Satzungsversammlung der Bundesrechtsanwaltskammer die Fachanwaltschaft für Sportrecht beschlossen. Nach jahrelangem Einsatz für diesen Titel, der Teilnahme an Expertenrunden und der Miterstellung eines Curriculums, wurde Jakob mit Inkrafttreten der Änderung der Fachanwaltsordnung (FAO) zum 1. Juli 2019 die erste deutsche Fachanwältin für Sportrecht.

## Öffentliche Ämter und Mitgliedschaften
Von 2007 bis 2012 war sie Mitglied der juristischen Kommission der Nationalen Anti-Doping-Agentur Deutschlands. Außerdem ist sie aktuell Mitglied im Konstanzer Arbeitskreis für Sportrecht, in der Arbeitsgemeinschaft Sportrecht des Deutschen Anwaltsvereins (Mitglied des geschäftsführenden Ausschusses) und leitet seit 2019 als Präsidentin die International Sport Lawyers Association. Mitglied ist sie noch dazu im wissenschaftlichen Beirat der Zeitschrift DOPING. Weiterhin ist Anne Jakob seit 2008 Schiedsrichterin am Deutschen Schiedsgericht. Seit 2019 ist sie Schiedsrichterin des ESBD und der Deutschen Eishockey Liga.

## Publikationen (Auswahl)
- Die Assoziation zwischen der Europäischen Gemeinschaft und ihren Mitgliedstaaten sowie Tunesien, Marokko und Algerien: eine Überprüfung der Europa-Mittelmeer-Abkommen anhand Gemeinschafts- und internationalem Wirtschaftsrecht. Lang, Frankfurt am Main 2006 (zugleich: Dissertation, Univ. Düsseldorf 2005), ISBN 978-3-631-54829-5.
- Handbuch für eine faire Seniorenleichtathletik (auch: Anti-Doping-Handbuch für Senioren). DLV-Publikation, Darmstadt 2007.
- Doping Control Officers’ Guide (Anleitung für Dopingkontrolleure). DLV-Publikation, Darmstadt 2009.
- Chaperons’ Guide (Anleitung für Chaperons während der Weltmeisterschaft). BOC, Berlin 2009.
- Nahrungsergänzungsmittel. In: Rüdiger Nickel, Theo Rous (Hrsg.): Das Anti-Doping-Handbuch. Grundlagen. 2. überarbeitete Auflage. Meyer & Meyer, Aachen 2009, S. 160–191, ISBN 978-3-8403-0008-0.
- Doping Control Guide für Veranstalter. Überarbeitete Auflage. DLV-Publikation, Darmstadt 2010.
- Rechtliche Problemstellungen bei Athletenvereinbarungen unter besonderer Berücksichtigung des Datenschutzessowie der Vermarktung in der deutschen Leichtathletik. In: Franz Steinle (Hrsg.): Rechtliche Problemstellungen um Athletenvereinbarungen. Boorberg, Stuttgart 2013, S. 31–40, ISBN 978-3-415-04934-5.
- Nominierung für Olympische Spiele. In: Wolf-Dietrich Walker (Hrsg.): Nominierungsfragen im Sport. Boorberg, Stuttgart 2013, S. 77–93, ISBN 978-3-415-05137-9.
- mit Yvonne Thorhauer und Maria Ratz: E-Sport – Skizze eines neuen Forschungsfeldes. In: Yvonne Thorhauer, Christoph A. Kexel (Hrsg.): Compliance im Sport. Theorie und Praxis. Springer Gabler, Wiesbaden 2018, S. 105–126, ISBN 978-3-658-22510-0.
- mit Jan F. Orth und Martin Stopper: Praxishandbuch Vereins- und Verbandsrecht mit Schwerpunkt Sport. C.H. Beck, München 2021, ISBN 978-3-406-71164-0